# Timidria
Timidria est une ONG pour les droits de l'homme nigérienne,. Elle a été fondée par un groupe de neuf personnes avec comme premier président Agga Alhat en 1991 et lutte contre l'esclavage au Niger,.
Ilguilas Weila fut le deuxième président de Timidria à partir de 1998. À la création de l'association, il était Secrétaire Général Adjoint du Bureau Exécutif National secondant ainsi Mr Mohamed Abdoulaye Mayaki qui était Secrétaire Général.
Les membres fondateurs de Timidria sont les suivants : Agga Alhat, Mohamed Abdoulaye Mayaki, Ilguilas Weila, Alassane Raliou, Abdoulaye Ismael, Ibrahim Habibou, Almansour Galissoun, Alassane Batakane, Mohamed Almansour.
Le nom Timidria signifie « solidarité » ou « fraternité » en Touareg. L'esclavage est aboli au Niger et le gouvernement du Niger dit qu'il n'y existe plus, mais les organisations internationales comme Anti-Slavery International estiment qu'il y a au minimum 40 000 esclaves dans le pays.
Timidria a 300 000 membres. Le siège central est dans la capitale Niamey, et l'organisation a des bureaux dans tout le pays. Timidria essaye d'aider les esclaves fugitifs et d'implémenter l'abolition de l'esclavage.
En 2004, Timidria et Ilguilas Weila ont reçu le Anti-Slavery Award de Anti-Slavery International.